# S-Аденозилметионин
S-аденозилметионин (SAM, SAMe, SAM-e, адеметионин) — это кофермент, принимающий участие в реакциях переноса метильных групп. Впервые был описан Джулио Кантони в 1952 году. Молекулярная масса 399,447 г/моль. S-аденозилметионин образуется из АТФ и метионина ферментом метионинаденозилтрансферазой. EC 2.5.1.6. В клетке участвует в таких метаболических путях, как трансметилирование, транссульфирование и аминопропилирование. И хотя эти анаболические реакции идут во многих тканях организма, большая часть S-аденозилметионина образуется в печени.
Метильная группа (CH3), которая присоединена к атому серы в молекуле метионина, в составе S-аденозилметионина является химически активной. Поэтому метильная группа может быть перенесена на молекулу субстрата в трансметилазной реакции. Более сорока метаболических реакций требуют переноса метильной группы от S-аденозилметионина на такие субстраты, как нуклеиновые кислоты, белки и липиды.

## Биохимия S-аденозилметионина

### Цикл SAM
Реакции, в которых образуется, потребляется и регенерируется SAM, называются циклом SAM. На первой стадии этого цикла SAM-зависимая метилтрансфераза (EC 2.1.1), которая использует SAM как субстрат, образует S-аденозилгомоцистеин как продукт. Последний гидролизуется в гомоцистеин и аденозин ферментом S-аденозилгомоцистеин гидролазой EC 3.3.1.1, и гомоцистеин обратно превращается в метионин в реакции переноса метильной группы от 5-метилтетрагидрофолата, одним из двух классов метионинсинтаз EC 2.1.1.13 или EC 2.1.1.14. Далее метионин может обратно превратиться в SAM, завершая цикл.

## Терапевтическое применение
Депрессии разной этиологии, преимущественно лёгкие и умеренные, особенно при алкоголизме; внутрипечёночный холестаз при прецирротических и цирротических состояниях. Обладает умеренными антидепрессивным, стимулирующим и гепатопротекторным свойствами. Активно проникает через гематоэнцефалический барьер, стимулирует синтез дофамина.
Эффективность препарата при депрессии доказана в ряде исследований. Результаты открытых и двойных слепых испытаний подтвердили статистически достоверное превосходство терапии S-аденозилметионином в сравнении с плацебо и сопоставимую со стандартными трициклическими антидепрессантами эффективность, а также благоприятный профиль побочных эффектов.
Антидепрессивное действие препарата развивается в первую неделю и стабилизируется в течение второй недели лечения. S-аденозилметионин проявляет эффективность при рекуррентных эндогенной и невротической депрессиях, резистентных к амитриптилину. Препарат обладает способностью прерывать рецидивы депрессии. Эффективен также при лечении соматизированных дистимий.
В результате лечения пациентов с опиоидной наркоманией, сопровождающейся поражением печени, отмечалось уменьшение клинических проявлений абстиненции, улучшение функционального состояния печени и процессов микросомального окисления, антидепрессивное действие.
В источниках приводятся противоречивые данные относительно доказательности применения S-аденозилметионина при заболеваниях печени. В двойном слепом плацебо-контролируемом многоцентровом РКИ J. Mato и соавторов (1999), в котором исследовалось действие препарата при алкогольном циррозе печени, в течение 2 лет наблюдалось улучшение лабораторных показателей функции печени и был выявлен статистически значимый клинический эффект, заключавшийся в увеличении выживаемости пациентов с циррозом печени класса A или B по Чайлду — Пью. Однако в целом по группе, включая пациентов с циррозом класса С, достоверного улучшения выживаемости не было.
В метаанализе 9 исследований у 434 пациентов (2006) данных о том, что S-аденозилметионин при алкогольной болезни печени снижает смертность и частоту осложнений, получено не было.
По данным исследований, S-аденозилметионин эффективен при лёгких формах внутрипечёночного холестаза беременных. Он может использоваться в дополнение к урсодезоксихолевой кислоте при внутрипечёночном холестазе беременных, которая обладает большей эффективностью.
В связи с недостаточной доказательной базой S-аденозилметионина он не был зарегистрирован как лекарственный препарат в США. Поэтому в США он продаётся как пищевая добавка под торговой маркой SAM-e. Также во всём мире он находится в продаже под другими торговыми марками: Gumbaral, Samyr, Adomet, Heptral и Admethionine. В России продаётся без рецепта, Италии и Германии продаётся по рецепту (в России — под торговыми марками Гептрал и Гептор).
Недостатками S-аденозилметионина являются химическая нестабильность (малый срок хранения и постепенный распад действующего вещества), низкая биодоступность при пероральном применении и относительная дороговизна препарата.
Низкие уровни SAM найдены в спинномозговой жидкости и во всех частях мозга пациентов с болезнью Альцгеймера. Предварительные исследования свидетельствуют о том, что SAM может иметь терапевтический потенциал для лечения пациентов с синдромом Альцгеймера, и недавние исследования на мышиных моделях синдрома Альцгеймера показали, что SAM предотвращает окислительные проявления и когнитивные расстройства.

### Инъекционные формы
В России доступен инъекционный SAMe (Гептрал, Гептор, Самеликс). Следует отметить гораздо более высокую биодоступность препарата при парентеральном введении: она близка к 100 %, в то время как биодоступность данного препарата при приёме таблеток составляет всего 5 % от принятой дозы.

### Оральные формы применения
При оральном применении SAM пик концентрации вещества препарата в плазме достигает через 3—5 часов после употребления таблетки (400—1000 мг). В связи с низкой биодоступностью препарата при пероральном приёме, по данным последних исследований, более обоснована доза 1200 мг/сут. При лечении остеоартрита может потребоваться до одного месяца лечения для достижения желаемого эффекта. Применяют следующие формы SAM для внутреннего применения: тозилат, бутадеинсульфонат, дисульфат тозилат, дисульфат дитозилат и дисульфат монотозилат.
Низкая биодоступность S-аденозилметионин при пероральном приёме может обуславливать снижение эффективности терапии адеметионином при переходе с внутривенного введения на пероральный приём.

### Побочные эффекты
Изжога, боль или неприятные ощущения в эпигастральной области, нерезко выраженные диспепсические явления, нарушения сна, усиление тревоги, аллергические реакции. Как и другие антидепрессанты, при биполярной депрессии SAM может вызывать инверсию аффекта (возникновение мании).

## Лекарственные взаимодействия
Есть сообщения о потенциально смертельном серотониновом синдроме при взаимодействии SAM с другими препаратами. Нежелательно применение S-аденозилметионина совместно с другими антидепрессантами, в частности трициклическими.

### Противопоказания
Гиперчувствительность, первые шесть месяцев беременности, детский возраст.

### Меры предосторожности
Учитывая тонизирующий эффект препарата, не рекомендуется принимать его перед сном. При циррозе печени с сопутствующей азотемией следует осуществлять тщательный врачебный контроль и систематическое исследование уровня азота в крови.